# Peiligang-Kultur
Die Peiligang-Kultur (chinesisch 裴李崗文化 / 裴李岗文化, Pinyin Péilǐgāng Wénhuà) ist eine frühe neolithische Kultur in Nordchina. Sie wird nach der Radiokohlenstoffmethode in die Zeit von 5600–4900 v. Chr. datiert und fällt in etwa in die Zeit der Cishan-Kultur. Wahrscheinlich ist sie ein Vorläufer der Yangshao-Kultur.
Die Peiligang-Stätte wurde 1977 in Peiligang, Kreis Xinzheng, Provinz Henan, China, entdeckt. Die Peiligang-Kultur war hauptsächlich im Zentrum der Provinz Henan verbreitet, wurde aber auch im Norden und Süden Henans entdeckt.

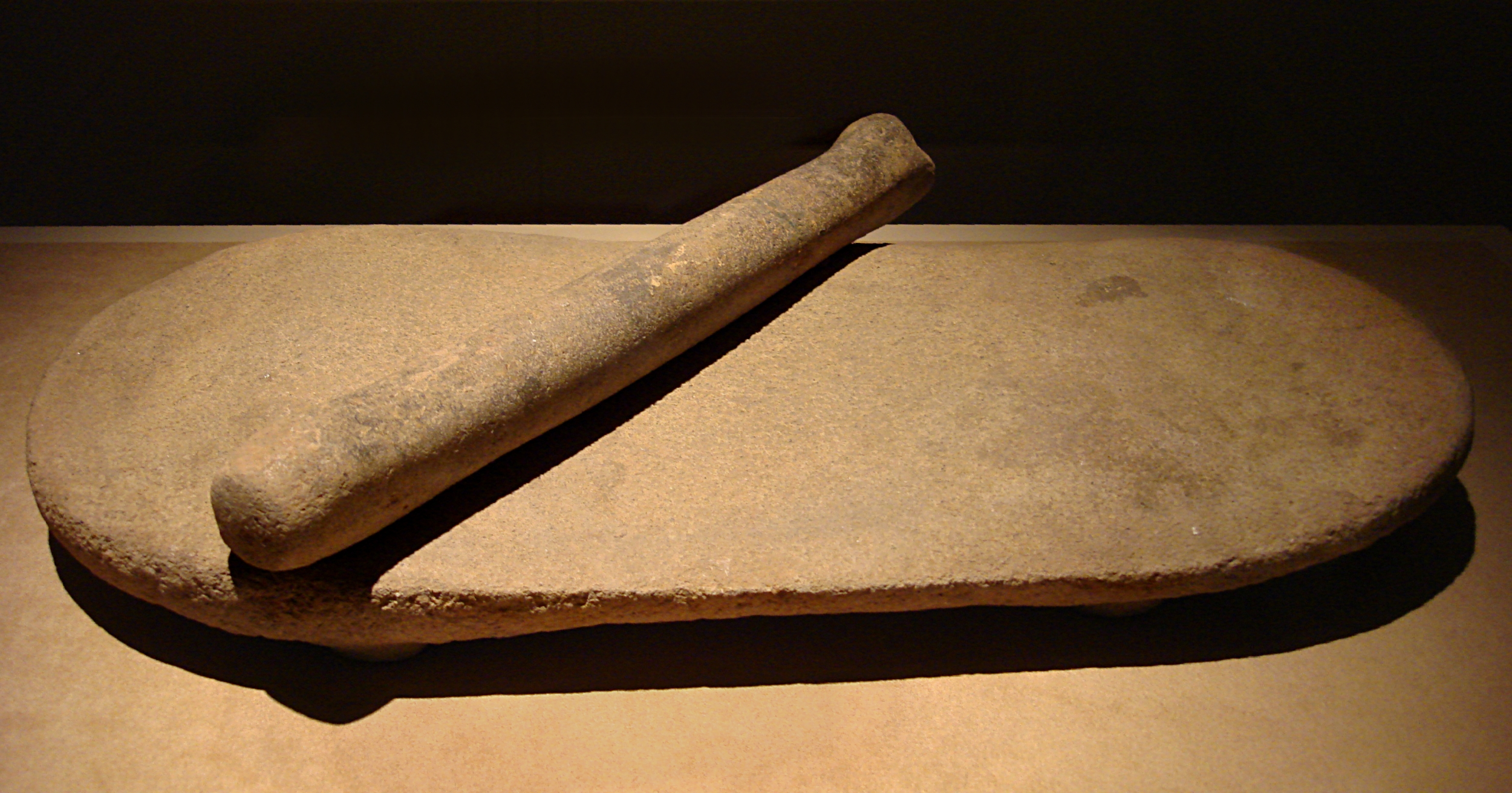
Mahlstein mit Läufer der Peiligang-Kultur

An Werkzeugen treten sowohl geschliffene Steinwerkzeuge als auch retuschierte Steingeräte – etwa Schaber (guāxiāoqì 刮削器) – auf. Zu den geschliffenen Steinwerkzeugen gehören eine sog. Steinschaufel sowie die berühmte schuhsohlenförmige vierfüßige Sattelmühle (shímòpán 石磨盘) mit Reibestock (mòbàng 磨棒).
Die Tonwaren sind hauptsächlich aus xini hongtao (细泥红陶) und aus jiashacu hongtao (夹砂粗红陶), alle sind handgearbeitet. Die Brenntemperatur war relativ niedrig. Die Tonwaren haben meist eine schlichte Oberfläche, es gibt wenige polierte oder mit sog. Kammnadeleindrücken verzierte Stücke. Typische Gefäßformen sind der dreifüßige Tontopf (bō 钵) und der Zweiösenkrug (shuāngěrhú 双耳壶).
Zur Zeit der Peiligang-Kultur lebten die Menschen bereits in festen Siedlungen. An erster Stelle des Wirtschaftslebens stand die Landwirtschaft; Schweine, Hunde und andere Haustiere wurden bereits gezüchtet, dazu ergänzend kamen Sammeln, Fischfang und Jagd.

## Peiligang-Stätte
Die Peiligang-Stätte (裴李岗遗址,  Péilǐgāng yízhǐ, englisch Peiligang site) in Xinzheng (新郑市) steht seit 2001 auf der Liste der Denkmäler der Volksrepublik China (5-64).

## Jiahu-Stätte
Die Jiahu-Stätte (贾湖遗址,  Jiahu yizhi, englisch Jiahu site) im Kreis Wuyang (舞阳县), eine der frühesten Stätten dieser Kultur, steht seit 2001 ebenfalls auf der Liste der Denkmäler der Volksrepublik China (5-65).